# 1206
1206 (MCCVI) var ett normalår som började en söndag i den julianska kalendern.

## Händelser

### Okänt datum
- Ett uppror mot kung Sverker den yngre utbryter i svealandskapen och han tvingas söka stöd av sina danska släktingar av Hvideätten.
- I ett påvebrev omtalas lagförhållandena i Sverige. Bland annat står det att lagmännen "är skyldiga att varje år förkunna gällande rätt för folket".
- Valdemar Sejr och Anders Sunesen drar österut på ett korståg för att kristna de hedniska esterna och förhindra framtida plundringar från det hållet. De erövrar Ösel och Dagö, samt bygger en borg där.
- Jon Jarl dräps i Asknäs på Ekerö i Mälaren samma natt som han kommer hem från ett nio år långt korståg i öster.

## Födda
- 29 november – Béla IV, kung av Ungern 1235–1270.
- Albertus Magnus, tysk filosof och teolog.

## Avlidna
- 4 juli – Alix av Champagne, fransk drottning och regent.
- 11 november – Olof Lambatunga, svensk ärkebiskop sedan 1198 (död möjligen detta datum och senast detta år).
- Muhammad av Ghor, afghansk krigare.